# Szonja Székvári
Szonja Székvári, coniugata Keszeiné (Budapest, 29 giugno 1939), è un'ex cestista ungherese.

## Carriera
Con l'Ungheria ha disputato i Campionati europei del 1962.